# Нанометр

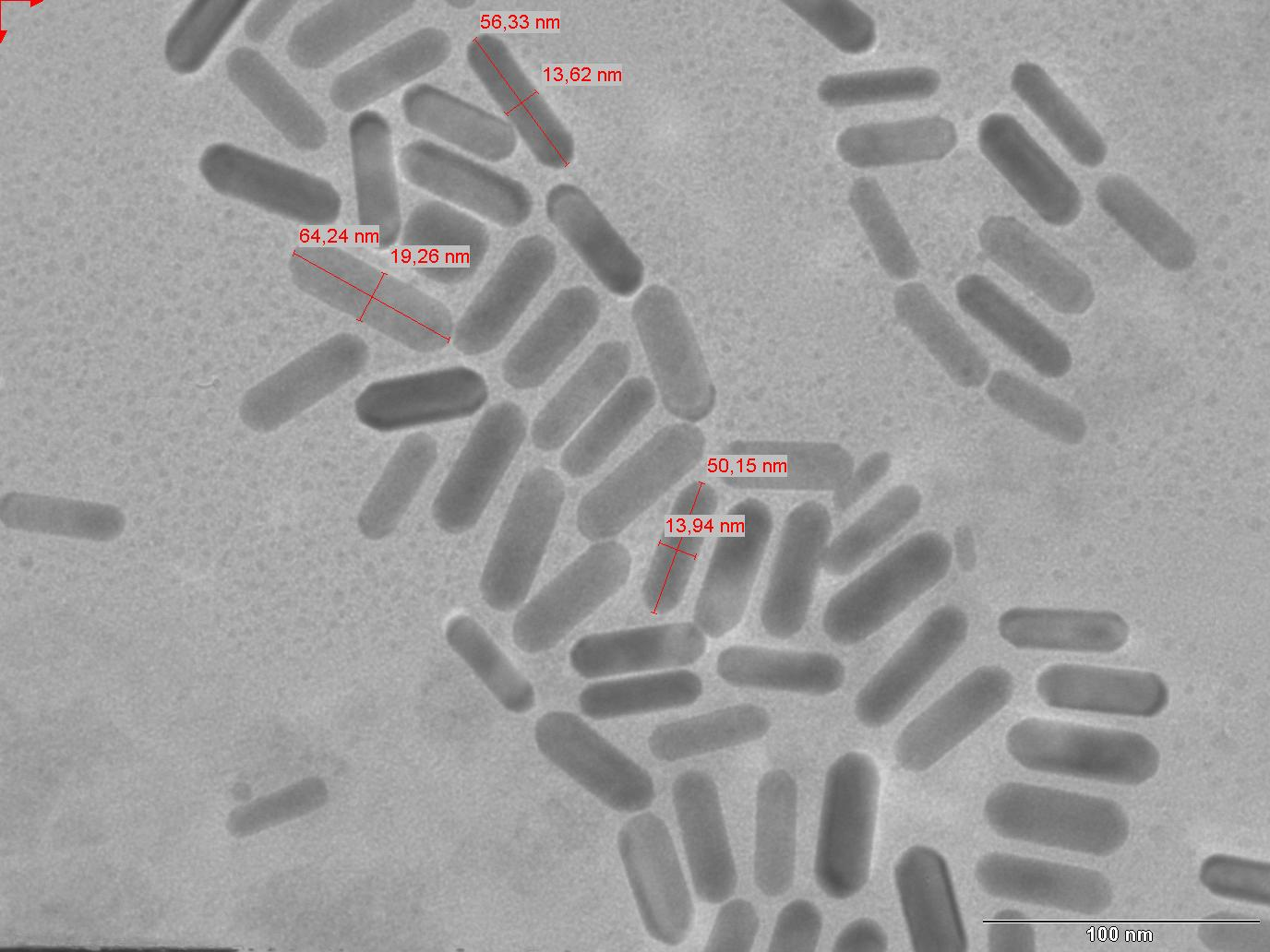
Наностержень золота, размер в нанометрах (nm)

Наноме́тр (от лат. nanos — карлик и др.-греч. μέτρον — мера, измеритель; русское обозначение: нм; международное: nm) — дольная единица измерения длины в Международной системе единиц (СИ), равная одной миллиардной части метра (то есть 10−9 метра),  
1 нм = 10  Å = 1000  пм  = 0,001  мкм, 1000 нм = 1  мкм.
Нанометр часто ассоциируется с областью нанотехнологий и с длиной волны видимого невооружённым глазом света. Это одна из наиболее часто используемых единиц измерения малых длин. Нанометр также наиболее часто используется в описании технологий полупроводникового производства.
Устаревшее название — миллимикрон (10−3 микрона; обозначения: ммк, mµ или (реже) µµ).

## Сравнительные характеристики нанометра
Один нанометр приблизительно равен условной конструкции из десяти молекул водорода, выстроенных в линию, если за молекулу водорода принять два боровских радиуса.
Длины волн видимого света, воспринимаемого человеком, лежат в диапазоне 380—760 нм (соответственно цвет такого излучения изменяется в диапазоне от фиолетового до красного).
Расстояние между атомами углерода в алмазе равно 0,154 нм.
Данные на компакт-дисках записываются в виде углублений (по-английски такое углубление называется pit) 100 нм в глубину и 500 нм в ширину.
Современные передовые технологии производства микросхем оперируют с элементами размером 7—20 нм, переходят на элементы 5 нм и планируют уменьшить их в будущем до 2 нм.
Технологический процесс в электронной промышленности в рамках современных стратегий выпуска микропроцессоров приблизился к единицам нанометров.